# Borki (gmina)
Pour les articles homonymes, voir Borki.
Borki est une gmina rurale (gmina wiejska) du powiat de Radzyń Podlaski, dans la Voïvodie de Lublin, dans l'est de la Pologne.
Son siège administratif (chef-lieu) est le village de Borki, qui se situe environ 10 kilomètres (km) au sud-ouest de Radzyń Podlaski (siège du powiat) et 53 kilomètres au nord de la capitale régionale Lublin (capitale de la voïvodie).
La gmina couvre une superficie de 111,83 km2 pour une population de 6 166 habitants en 2006.

## Histoire
De 1975 à 1998, le village est attaché administrativement à l'ancienne voïvodie de Lublin.

Depuis 1999, il fait partie de la nouvelle voïvodie de Lublin.

## Géographie
La gmina inclut les villages (sołectwa) de:

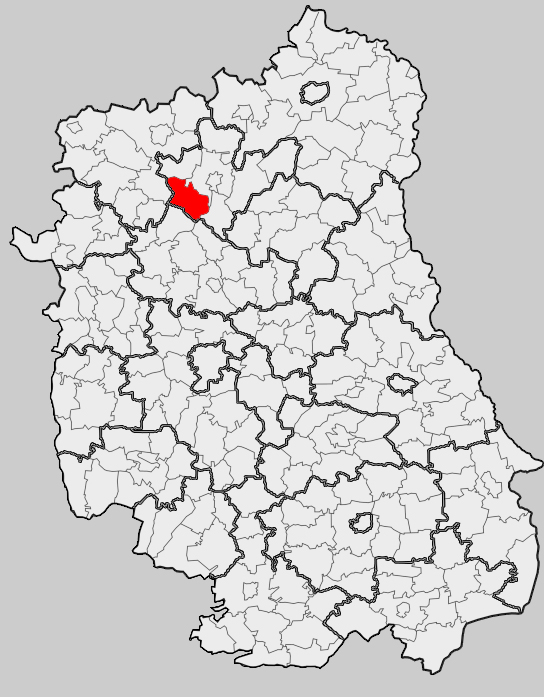
Position de la gmina dans la voïvodie

- Borki
- Krasew
- Maruszewiec
- Nowiny
- Olszewnica
- Osowno
- Pasmugi
- Sitno
- Stara Wieś
- Tchórzew
- Tchórzew-Kolonia
- Wola Chomejowa
- Wola Osowińska
- Wrzosów

### Gminy voisines
La gmina de Borki est voisine des gminy de :
- Czemierniki
- Kock
- Radzyń Podlaski
- Ulan-Majorat
- Wojcieszków

## Structure du terrain
D'après les données de 2002, la superficie de la commune de Borki est de 111,83 kilomètres carrés, répartis comme telle :
- terres agricoles : 78%
- forêts : 14%

La commune représente 11,59% de la superficie du powiat.

## Démographie
Données du 30 juin 2004 :
| Description        | Total  | Total | Femmes | Femmes | Hommes | Hommes |
| ------------------ | ------ | ----- | ------ | ------ | ------ | ------ |
| Unité              | Nombre | %     | Nombre | %      | Nombre | %      |
| Population         | 6 151  | 100   | 3 072  | 49,9   | 3 079  | 50,1   |
| Densité (hab./km²) | 55     | 55    | 27,5   | 27,5   | 27,5   | 27,5   |

Selon les données du 31 décembre 2014, la municipalité comptait 6 217 personnes.